# Miner 2049er
Miner 2049er — компьютерная игра в жанре платформер, разработанная Bill Hogue и выпущенная в 1982 году Big Five Software. Игра распространялась в сотрудничестве с International Computer Group (ICG). На момент выпуска Miner 2049’er был примечателен тем, что состоял из 10 разных экранов, что было довольно большим количеством для платформера. Например, в Donkey Kong было 4 экрана, причём в большинстве версий для домашних систем их число было уменьшено на один. Название «Miner 2049er» — игра слов, основанная на прозвище «Miner 49er», которое давалось тем, кто прибывал в Калифорнию во время золотой лихорадки в середине XIX века.

## Игровой процесс
Когда Bounty Bob проходит по секции пола, она заливается цветом. Чтобы игрок мог закончить уровень, каждая секция пола должна быть закрашена. Всего шахт 10 (11 в порте для ColecoVision). Каждый уровень нужно пройти за определённое время (иначе у игрового персонажа кончится кислород и он умрёт).
По пути Боб встречает много объектов, забытых шахтёрами. Собирая их, игрок получает бонусные баллы, а радиоактивные существа улыбаются и становятся зелеными. Пока они находятся в этом состоянии, Боб может их собрать, заработав дополнительные очки.
Различные препятствия в шахте могут помогать или препятствовать прохождению игры. Лестницы позволяют подниматься или спускаться к следующей платформе. Передатчики материи телепортируют его к другому транспортировщику, желоба заставляют Боба скатиться с платформы (часто против воли игрока), а размельчители давят Боба, если он оказывается на их пути.
Большая часть уровней содержит какой-то особенный элемент, который меняется от уровня к уровню. Нажатие пробела на несколько секунд пропускает уровень. На Atari 800 игрок может ввести телефонный номер на титульном экране, а затем номер уровня, на который он хочет перейти.

## Сюжет
Главный герой игры Баунти Боб (англ. Bounty Bob) — офицер Королевской канадской конной полиции, который должен обыскать заброшенные урановые шахты Ядерного Неда (англ. Nuclear Ned), чтобы найти опасного преступника Юконского Йохана (англ. Yukon Yohan). Боб должен пометить все секции шахты, пробежав по ним. В шахтах присутствует большое число футуристических препятствий, с которыми должен справиться игрок: транспортировщики материи, гидравлические леса и др. Также он должен избегать радиоактивных животных, живущих в шахтах.